# Comuna Gostavățu, Olt
Gostavățu este o comună în județul Olt, Oltenia, România, formată din satele Gostavățu (reședința) și Slăveni.
- Suprafață: 4635 ha
- Intravilan: 448 ha
- Extravilan: 4187 ha
- Populație: 2919
- Gospodarii: 1272
- Nr. locuințe: 1272
- Nr. gradinite: 3
- Nr. scoli: 2

## Demografie
Componența etnică a comunei Gostavățu
     Români (91,4%)
     Alte etnii (0,29%)
     Necunoscută (8,31%)
Componența confesională a comunei Gostavățu
     Ortodocși (90,91%)
     Alte religii (0,12%)
     Necunoscută (8,96%)
Conform recensământului efectuat în 2021, populația comunei Gostavățu se ridică la 2.454 de locuitori, în scădere față de recensământul anterior din 2011, când fuseseră înregistrați 2.919 locuitori. Majoritatea locuitorilor sunt români (91,4%), iar pentru 8,31% nu se cunoaște apartenența etnică. Din punct de vedere confesional, majoritatea locuitorilor sunt ortodocși (90,91%), iar pentru 8,96% nu se cunoaște apartenența confesională.

## Politică și administrație
Comuna Gostavățu este administrată de un primar și un consiliu local compus din 11 consilieri. Primarul, Marius Bucă[*], de la Partidul Social Democrat, este în funcție din 1 noiembrie 2024. Începând cu alegerile locale din 2024, consiliul local are următoarea componență pe partide politice:
|  | Partid                          | Consilieri | Componența Consiliului | Componența Consiliului | Componența Consiliului | Componența Consiliului | Componența Consiliului |
|  | ------------------------------- | ---------- | ---------------------- | ---------------------- | ---------------------- | ---------------------- | ---------------------- |
|  | Partidul Social Democrat        | 5          |                        |                        |                        |                        |                        |
|  | Partidul Național Liberal       | 4          |                        |                        |                        |                        |                        |
|  | Alianța pentru Unirea Românilor | 1          |                        |                        |                        |                        |                        |
|  | Partidul Puterii Umaniste       | 1          |                        |                        |                        |                        |                        |

## Așezarea geografică
Comuna Gostavățu este situată în partea de sud a județului Olt în Câmpia Caracalului, la o distanță de 61 km de orașul reședință de județ - Slatina și la 18 km de orașul Caracal, orașul cel mai apropiat al acesteia.
Ocupă o suprafață de 46 kmp., întinzându-se de-a lungul Râului Olt pe o lungime de 7,5 km.
Se învecinează: la nord cu comuna Stoenești, la sud cu comuna Babiciu, la est cu comunele Dăneasa și Sprâncenata, iar la vest cu comunele Deveșelu și Traian

## Istorie
Comuna Gostavățu este formată din satele: Gostavățu, care în limba dacă înseamnă "Sat de lângă apă" și Slăveni. Satul Gostavățu este reședința comunei și a fost atestat în anul 1569, luna decembrie, ziua 17, astfel, Alexandru Mircea întărește lui Neagomir ocina din Petroșani, pe care o va schimba cu Mihail Ban pentru ocina din Gostavățu.
Satul Slăveni este atestat documentar în anul 1510, luna mai, ziua 27, când Vlad cel Tânăr îi întărește lui Calotă "ca să-i fie Slăvenii toți". Pe teritoriul comunei s-au făcut descoperiri arheologice cum sunt: cunoscutul coif greco- iliric găsit la Slăveni și tezaurele de monede descoperite tot la Slăveni.
De asemenea, pe teritoriul satului Slăveni se află ruinele unui mare Castru roman care face parte din sistemul de fortificații al limeșului  alutan, precum și termele romane.
În revista "Chemarea credinței" Nr .18-19/1994 în articolul "Ne-am născut creștini" semnat de C.Coman se menționează că cel mai vechi lăcaș de cult creștin cunoscut în nordul Dunării a fost descoperit în localitatea Slăveni, județul Olt, - această biserică creștină datând din secolul IV d.H.
Comuna avea ca instituții publice și de instrucție: două școli de 4 (patru) ani și două primării, una în satul de reședință Gostăvățu, zidită în anul 1926, ea funcționând ca instituție cu mult timp înainte și una în satul aparținător Slaveni. Actualmente instituția funcționează în baza Legii nr.5/1990 privind Organizarea și funcționarea acesteia și a îndrumarului aprobat prin H.G. nr.932/1990.

## Stemă
Descrieirea stemei:

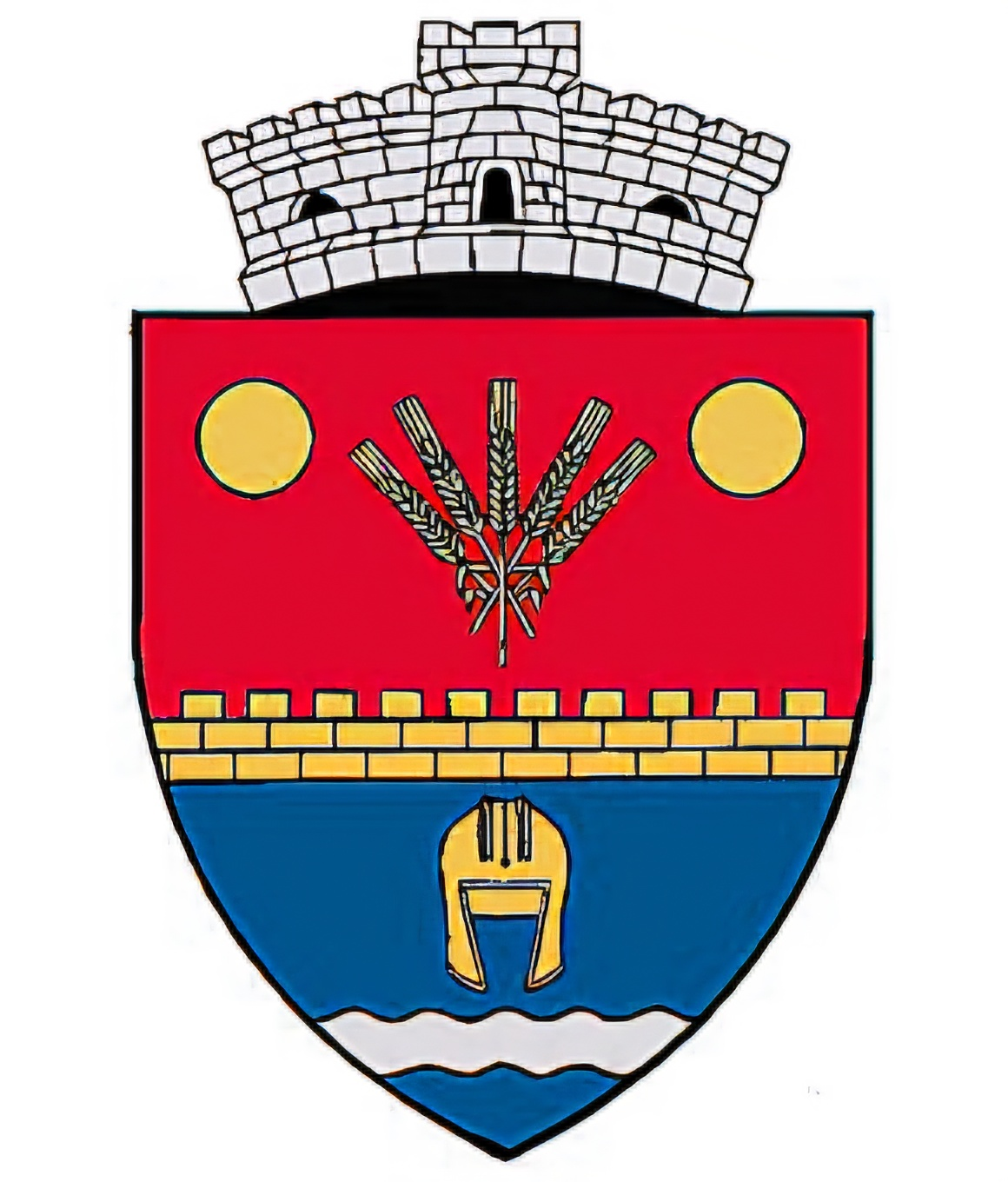
Stema Comunei Gostavățu

Stema comunei Gostavățu se compune dintr-un scut triunghiular cu marginile rotunjite, tăiat de o fascie de aur formată din două rânduri de cărămizi rostuite negru, terminată în zece merloane și unsprezece creneluri înguste.În partea superioară, pe roșu, în centru se află cinci spice de grâu de aur, așezate în formă de evantai, iar în cantoanele șefului doi bezanți de aur.În partea inferioară, pe albastru, se află un brâu undat de argint poziționat în talpă, deasupra căruia se află un coif de aur având în partea de sus două cute bombate de formă triunghiulară și dispuse în pal, între care este o linie subțire, neagră, terminată jos cu un cerc mic; coiful este dotat cu apărători de urechi, iar deschiderea din față este de formă trapezoidală, cu baza mare în partea de sus.Scutul este trimbrat de o coroană murală de argint cu un turn crenelat.
Semnificația elementelor însumate:
Spicele de grâu semnifică activitatea specifică zonei, agricultura.
Bezanții evocă tezaurele monetare descoperite pe teritoriul localității, iar numărul lor indică numărul satelor componente ale comunei.
Fascia crenelată face trimitere la castrul roman ale cărui ruine se află la Slăveni, sat aparținător comunei.
Coiful face referire la coiful greco-iliric descoperit la Slăveni.
Brâul undat reprezintă hidrografia localității - râul Olt.
Coroana murală cu un turn crenelat semnifică faptul că localitatea are rangul de comună.

## Personalități născute aici
- Petre Dicu (n. 1954), luptător sportiv.